# Ao Luek (huyện)
Ao Luek (tiếng Thái: อ่าวลึก) là một huyện (amphoe) ở tỉnh Krabi, Thái Lan.

## Địa lý
Các huyện giáp ranh (từ phía bắc theo chiều kim đồng hồ) Plai Phraya, Khao Phanom, Mueang Krabi. Về phía tây nam là vịnh Phang Nga, phía tây là Thap Put của tỉnh Phang Nga.
Vườn quốc gia Than Bok Khorani đã được thành lập vào ngày 30 tháng 9 năm  1998 với diện tích 104 km² đồi đá vôi ven biển và 23 hòn đảo. Ở vườn quốc gia này có động đầu lâu (Tham Hua Kalok) với các hình vẽ tiền sử.

## Hành chính
Huyện này được chia ra thành 9 phó huyện (tambon), các đơn vị này lại được chia thành 51 làng (muban). Có hai thị trấn(thesaban tambon) - Ao Luek Tai nằm trên một phần của tambon Ao Luek Tai và Ao Luek Nuea, còn Laem Sak nằm trên một phần của tambon Laem Sak. Mỗi tambon có một Tổ chức hành chính tambon.
| \| STT. \| Tên \| Tên Thái \| Số làng \| Dân số \| \| \| 1. \| Ao Luek Tai \| อ่าวลึกใต้ \| 7 \| 9.628 \| \| \| 2. \| Laem Sak \| แหลมสัก \| 6 \| 5.905 \| \| \| 3. \| Na Nuea \| นาเหนือ \| 7 \| 4.726 \| \| \| 4. \| Khlong Hin \| คลองหิน \| 5 \| 5.949 \| \| \| 5. \| Ao Luek Noi \| อ่าวลึกน้อย \| 6 \| 5.729 \| \| \| 6. \| Ao Luek Nuea \| อ่าวลึกเหนือ \| 5 \| 6.908 \| \| \| 7. \| Khao Yai \| เขาใหญ่ \| 5 \| 4.125 \| \| \| 8. \| Khlong Ya \| คลองยา \| 6 \| 3.579 \| \| \| 9. \| Ban Klang \| บ้านกลาง \| 4 \| 4.625 \| \| | Map of Tambon |           |         |        |  |
| STT. | Tên           | Tên Thái  | Số làng | Dân số |  |
| 1. | Ao Luek Tai   | อ่าวลึกใต้   | 7       | 9.628  |  |
| 2. | Laem Sak      | แหลมสัก    | 6       | 5.905  |  |
| 3. | Na Nuea       | นาเหนือ    | 7       | 4.726  |  |
| 4. | Khlong Hin    | คลองหิน    | 5       | 5.949  |  |
| 5. | Ao Luek Noi   | อ่าวลึกน้อย  | 6       | 5.729  |  |
| 6. | Ao Luek Nuea  | อ่าวลึกเหนือ | 5       | 6.908  |  |
| 7. | Khao Yai      | เขาใหญ่    | 5       | 4.125  |  |
| 8. | Khlong Ya     | คลองยา    | 6       | 3.579  |  |
| 9. | Ban Klang     | บ้านกลาง   | 4       | 4.625  |  |